# Mikuma (Schiff, 1935)
Die Mikuma (jap. 三隈) war ein Kreuzer der Mogami-Klasse der Kaiserlich Japanischen Marine. Das Schiff wurde benannt nach dem Fluss Mikuma in der Präfektur Ōita.

## Einsätze

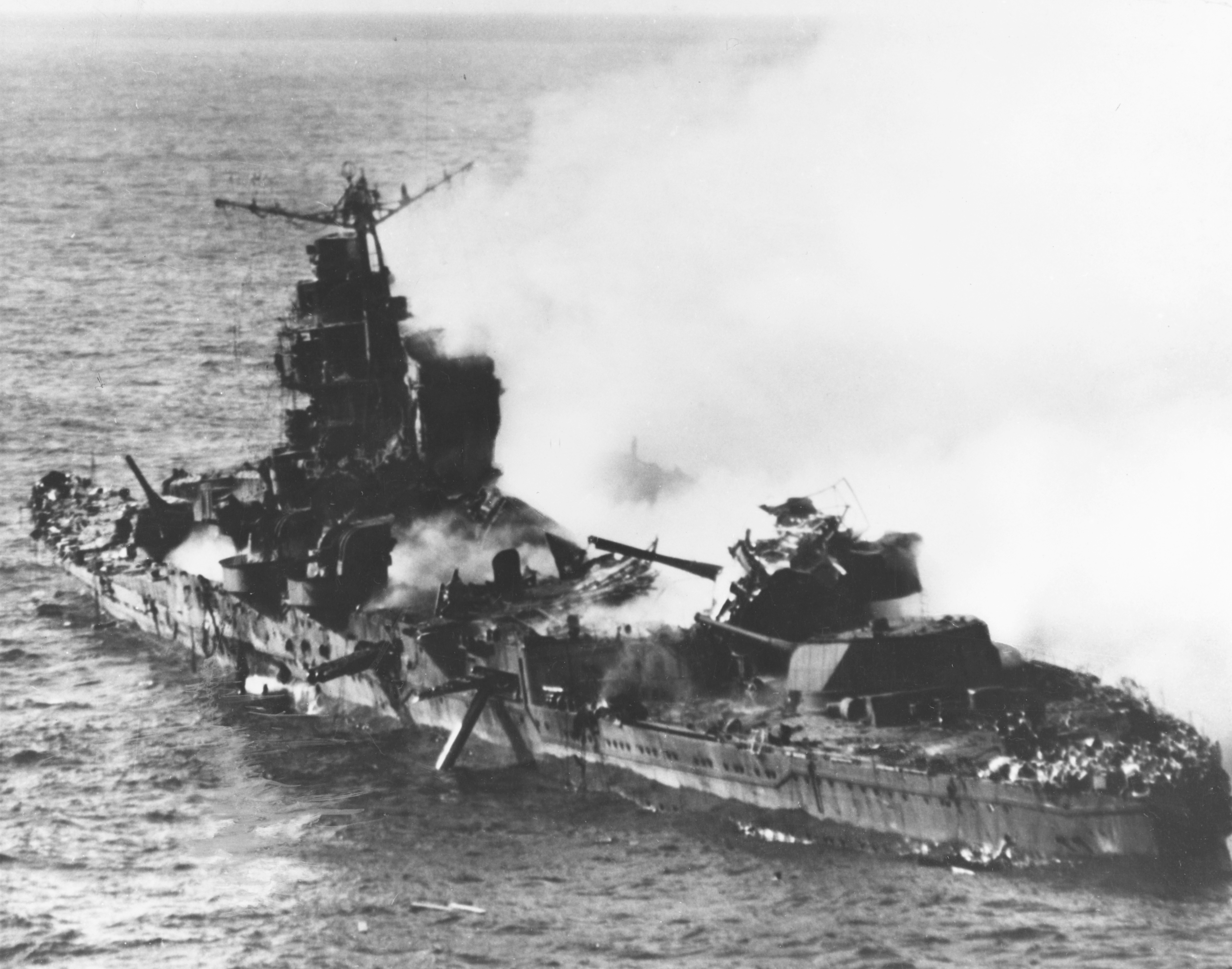
Das ausgebrannte Wrack der Mikuma nach den Luftangriffen am 6. Juni 1942. Ein Torpedo Typ 93 hängt lose in seiner Backbord-Abschussvorrichtung

Die vier Kreuzer der Mogami-Klasse bildeten das 7. Kreuzergeschwader. Die Mikuma spielte mit ihrem Schwesterschiff Mogami eine wichtige Rolle in der Schlacht in der Sundastraße. Dort versenkten die beiden Kreuzer am 1. März 1942 den amerikanischen Schweren Kreuzer Houston und den australischen Leichten Kreuzer Perth.

### Midway
Im Juni wurden die Mogami und die Mikuma dem Verband angegliedert, der die Midwayinseln ansteuerte. Während des Rückzuges von den Midwayinseln musste die Formation der Kreuzer nach der Entdeckung des amerikanischen U-Bootes USS Tambor ein Ausweichmanöver ausführen. Wegen einer Fehleinschätzung eines Offiziers der Mogami rammte diese die Mikuma an backbord.
Während die Mogami mit eingedrücktem Bug nur noch 12 Knoten laufen konnte, war die Mikuma nur an einem ihrer Treibstoffbunker beschädigt worden. Sie zog allerdings eine verräterische Ölspur hinter sich her, die von einem amerikanischen PBY-Aufklärungsflugzeug entdeckt wurde. Es meldete die beiden Kreuzer per Funk als „Schlachtschiffe“, die – 125 Meilen von Midway entfernt – beschädigt zu flüchten versuchten.
Die angeschlagenen Schiffe wurden zunächst von landgestützten B-17-Langstreckenbombern angegriffen, dann von Sturzkampfbombern, die von den amerikanischen Trägern Enterprise und Hornet gestartet worden waren. Der Mogami gelang es nach mehreren Treffern, schwer beschädigt aus der Reichweite der Sturzkampfbomber zu flüchten, die Mikuma hingegen wurde zum Wrack bombardiert.
Zunächst wurde ein angreifender SB2U-Vindicator-Bomber während seines flachen Zielanfluges von der Flugabwehr der Mikuma abgeschossen. Er stürzte auf einen der achteren Türme des Kreuzers und sein brennender Treibstoff leckte durch das Belüftungssystem in den Maschinenraum an Steuerbord, so dass dieser aufgegeben werden musste.
Nach weiteren Angriffen kam es schließlich zu fünf Bombentreffern auf dem Kreuzer, die zu Bränden und Sekundärexplosionen von Flugabwehrmunition und Torpedos führten, die nicht unter Kontrolle gebracht werden konnten. Der mittlere Teil des Kreuzers wurde durch die Explosionen weitgehend zerstört, der Hauptmast gefällt und die Flugzeugkatapulte aus ihren Verankerungen gerissen. Die explodierende Flugabwehrmunition an Deck richtete schwere Schäden an den Brückenaufbauten an und verwundete den Kommandanten, Kapitän Sakiyama, schwer. Er starb drei Tage später an Bord der Suzuya, eines Schwesterschiffs der Mikuma.
Der Schwere Kreuzer Mikuma sank total ausgebrannt am 6. Juni 1942. 642 Seeleute waren ums Leben gekommen, zwei Zerstörer retteten 240 Männer. Drei Tage später wurden zwei weitere Überlebende von einem US-U-Boot aufgenommen.

## Wrack
Bisher wurden keine Versuche unternommen, das Wrack der Mikuma aufzuspüren. Der vermutete Untergangsort des Schiffs liegt bei 29° 20′ N, 173° 30′ O.

## Liste der Kommandanten
| Nr. | Name                               | Beginn der Amtszeit | Ende der Amtszeit | Bemerkungen                                                      |
| --- | ---------------------------------- | ------------------- | ----------------- | ---------------------------------------------------------------- |
| -   | Kapitän zur See Yoshida Tsunemitsu | 1. Juni 1934        | 4. Juli 1934      | mit der Baubelehrung betraut                                     |
| 1.  | Kapitän zur See Suzukida Kozo      | 29. August 1935     | 15. November 1935 | seit 4. Juli 1934 mit der Baubelehrung betraut                   |
| 2.  | Kapitän zur See Takeda Moriji      | 15. November 1935   | 1. Dezember 1936  |                                                                  |
| 3.  | Kapitän zur See Iwagoe Kanki       | 1. Dezember 1936    | 1. Dezember 1937  |                                                                  |
| 4.  | Kapitän zur See Irifune Naosaburo  | 1. Dezember 1937    | 15. November 1938 |                                                                  |
| -   | Kapitän zur See Hiraoka Kumeichi   | 15. November 1938   | 15. Dezember 1938 | Kommandant der Hiei, mit der Wahrnehmung der Geschäfte betraut   |
| 5.  | Kapitän zur See Abe Koso           | 15. Dezember 1938   | 20. Juli 1939     |                                                                  |
| -   | Kapitän zur See Kubo Kyuji         | 20. Juli 1939       | 15. November 1939 | Kommandant der Suzuya, mit der Wahrnehmung der Geschäfte betraut |
| 6.  | Kapitän zur See Kimura Susumu      | 15. November 1939   | 1. November 1940  |                                                                  |
| 7.  | Kapitän zur See Sakiyama Shakao    | 1. November 1940    | 6. Juni 1942      |                                                                  |

## Belege und Verweise

### Bemerkungen
1. ↑  für Februar 1940 nach Japanese Cruisers of the Pacific War. S. 451